# Ooiebrug
De Ooiebrug is een liggerbrug over de Dender in Appels, een deelgemeente van Dendermonde. De brug is een deel van de N406 en de N416 die daar samen lopen.
De brug heeft een lengte van 110 m en bestaat uit drie overspanningen: twee zijoverspanningen van 28 m elk en een middenoverspanning van 55 m. De doorvaarthoogte onder de brug bedraagt 8 m.